# Liste der Baudenkmäler in Neuendorf (Unterfranken)
Auf dieser Seite sind die Baudenkmäler in der unterfränkischen Gemeinde Neuendorf zusammengestellt. Diese Tabelle ist eine Teilliste der Liste der Baudenkmäler in Bayern. Grundlage ist die Bayerische Denkmalliste, die auf Basis des Bayerischen Denkmalschutzgesetzes vom 1. Oktober 1973 erstmals erstellt wurde und seither durch das Bayerische Landesamt für Denkmalpflege geführt wird. Die folgenden Angaben ersetzen nicht die rechtsverbindliche Auskunft der Denkmalschutzbehörde.
 Diese Liste gibt den Fortschreibungsstand vom 15. April 2020 wieder und enthält 2 Baudenkmäler.

## Baudenkmäler nach Ortsteilen

### Neuendorf
| Lage                     | Objekt                                  | Beschreibung | Akten-Nr.    | Bild                                    |
| ------------------------ | --------------------------------------- | --- | ------------ | --------------------------------------- |
| Frankenstraße (Standort) | Bildstock                               | Inschriftpfeiler mit Satteldach-Nischenaufsatz, Sandstein, bez. 1612 | D-6-77-164-2 | BW                                      |
| Kirchplatz 1 (Standort)  | Katholische Kuratiekirche St. Sebastian | Saalkirche mit eingezogenem Dreiseitchor, barock, 1717, Langhauserweiterung mit Walmdach und seitlichem Turm mit Zwiebelhaube, unverputztes Sandsteinmauerwerk, neobarock, bez. 1928; mit Ausstattung | D-6-77-164-1 | Katholische Kuratiekirche St. Sebastian |